# Врховлє-при-Кожбані
Врховлє-при-Кожбані (словен. Vrhovlje pri Kožbani) — поселення в общині Брда, Регіон Горишка, Словенія. Висота над рівнем моря: 424,6 м.